# Dry Tarn
Der Dry Tarn ist ein kleiner See im Lake District, Cumbria, England. Der Dry Tarn liegt an der Ostflanke des Great Gable nahe dem Aufstieg vom Sty Head Pass. Der See hat keinen erkennbaren Zufluss oder Abfluss.
Der Dry Tarn wird auf den Karten der Ordnance Survey als See eingezeichnet und auch sein Namensteil Tarn weist ihn als solchen aus, genauso wie der erste Teil seines Namens Dry (englisch für ‚trocken‘) anzeigt, dass er nicht oder nicht immer Wasser führt. Der Dry Tarn kann deswegen auch als zeitweise mit Wasser gefüllte Senke oder als eine Pfütze beschrieben werden.